# Харалампие Поленакович
Харалампие Поленакович (на македонска литературна норма: Харалампие Поленаковиќ) е литературовед от Социалистическа република Македония, смятан за един от основоположниците на историята на македонската литература, дългогодишен професор във Филологическия факултет и един от първите членове на Македонската академия на науките и изкуствата.

## Биография
Поленакович е роден през 1909 година в сърбоманско аромънско семейство в западномакедонския град Гостивар. По време на разгрома на Югославия, бяга от Македония в Белград и заедно с други сърбомани основава и оглавява Сдружението на избягалите от Южна Сърбия. Автор е на голям брой трудове от областта на македонското изкуство и народна литература, както и от областта на литературите на славянските народи. Неговият научен опус обхваща над 1000 библиографски единици.